# Mbolatiana Ramanisa
Mbolatiana Ramanisa (sinh ngày 20 tháng 5 năm 1982) là một cựu vận động viên bơi lội Malagasy, chuyên về các sự kiện tự do chạy nước rút. Ramanisa thi đấu cho Madagascar ở nội dung 50 mét tự do nữ tại Thế vận hội Mùa hè 2000 ở Sydney. Cô đã nhận được một vé từ FINA, theo chương trình Đại học, trong thời gian nhập cảnh là 28,54. Cô thách thức Bảy bơi lội khác trong nhiệt ba, bao gồm yêu thích hàng đầu của Nigeria Ngozi Monu và 15 tuổi Aruba của Roshendra Vrolijk. Cô mờ dần xuống đoạn đường với tốc độ đủ nhanh để đăng thời gian ở vị trí thứ năm là 29,20, chính xác là một giây sau nhà lãnh đạo Monu. Ramanisa đã thất bại khi không vào được bán kết, khi cô xếp 61 trong tổng số 74 vận động viên bơi lội trong các nội dung vòng loại.